# Igreja Presbiteriana na Coreia
A Igreja Presbiteriana na Coreia (em coreano 대한예수교장로회) foi a maior denominação protestante na Coreia do Sul até 1959, quando a denominação foi divida em duas denominações sucessoras: Igreja Presbiteriana da Coreia (TongHap) e Igreja Presbiteriana na Coreia (HapDong).

## História
O primeiro ministro presbiteriano coreano foi Seo Sang-ryun, que fundou uma igreja na província de Hwanghae em 1884. Pouco tempo depois, vários missionários presbiterianos estrangeiros chegaram à península, incluindo Horace Allen, Horace G. Underwood e Henry Davies.
Como outros grupos cristãos, os presbiterianos coreanos como Gil Seon-ju estavam intimamente envolvidos no Movimento de 1º de março pela independência coreana em 1919.
Em 1937, as igrejas presbiterianas já eram amplamente independentes do apoio financeiro dos Estados Unidos. 
O presbiterianismo na Coreia foi reconstruído após a Segunda Guerra Mundial em 1947. A igreja adotou o nome da Igreja Reformada na Coreia.
Na década de 1950, a Igreja Presbiteriana da Coreia foi separada dos crentes na Coreia do Norte, momento em que sofreu tensões por causa de questões de teologia, ecumenismo e adoração e três cismas ocorreram. No primeiro deles, o grupo Kosin se separou em 1952. No segundo, a Igreja Presbiteriana da República da Coreia se separou em 1953. 
Em 1959, a Igreja Presbiteriana da Coreia se dividiu em duas seções iguais: a Igreja Presbiteriana da Coreia (TongHap) e a Igreja Presbiteriana na Coreia (HapDong), as duas maiores denominações protestantes na Coreia desde então. Nos anos seguintes as denominações continuaram se dividindo, de forma que existem mais de 150 denominações presbiterianas no pais em 2015.
Em 2020, foi estimado que já havia 306 denominações presbiterianas no país.